# بییادا
بییادا (به اسپانیایی: Villada) یک شهرستان در اسپانیا است که در استان پالنسیا واقع شده‌است.

## خصوصیات
بییادا ۶۴ کیلومترمربع مساحت و ۱٬۲۰۰ نفر جمعیت دارد.